# Persone di nome George/Politici
| Questa pagina contiene informazioni ricavate automaticamente dalle voci biografiche con l'ausilio del template Bio e di un bot. L'aggiornamento è periodico e automatico e ricostruisce completamente la pagina. Se manca una persona in questa lista, sei pregato di non aggiungerla, ma accertati piuttosto che la sua voce biografica contenga il template Bio e che i dati anagrafici siano correttamente compilati. Se il template Bio manca, inseriscilo tu stesso o, in alternativa, metti l'avviso {{tmp\|Bio}} che ne segnala la mancanza. Se i dati riportati sono sbagliati, correggi direttamente la voce biografica; le modifiche saranno visibili in questa lista entro pochi giorni. Per chiarimenti vedi il progetto antroponimi. La lista contiene solo le 172 persone che sono citate nell'enciclopedia e per le quali è stato implementato correttamente il template Bio. Pagina aggiornata al 22 lug 2025. |

Questa è una lista di persone presenti nell'enciclopedia che hanno il nome George e sono politici.

## A(4)
- George Abela, politico e dirigente sportivo maltese (Curmi, n. 1948)
- George Agar-Ellis, I barone Dover, politico e scrittore irlandese (n. 1797 - † 1833)
- George Allen, politico statunitense (Whittier, n. 1952)
- Crin Antonescu, politico rumeno (Tulcea, n. 1959)

## B(14)
- George Baden-Powell, politico e scrittore britannico (Oxford, n. 1847 - Londra, † 1898)
- George Edmund Badger, politico statunitense (New Bern, n. 1795 - Raleigh, † 1866)
- George Baillie-Hamilton, X conte di Haddington, politico scozzese (n. 1802 - Tyninghame House, † 1870)
- George Becali, politico, imprenditore e dirigente sportivo rumeno (Brăila, n. 1958)
- George Beresford, I marchese di Waterford, politico irlandese (n. 1735 - † 1800)
- George Berkeley, I conte di Berkeley, politico inglese (n. 1628 - † 1698)
- George Borġ Olivier, politico maltese (La Valletta, n. 1911 - Sliema, † 1980)
- George Bowyer, VII baronetto, politico inglese (Radley, n. 1811 - Londra, † 1883)
- George Bradburn, politico statunitense (Attleboro, n. 1806 - † 1880)
- Hank Brown, politico statunitense (Denver, n. 1940)
- George Busbee, politico statunitense (Vienna, n. 1927 - Savannah, † 2004)
- George W. Bush, politico, imprenditore e ex militare statunitense (New Haven, n. 1946)
- George H. W. Bush, politico, diplomatico e imprenditore statunitense (Milton, n. 1924 - Houston, † 2018)
- G. K. Butterfield, politico e magistrato statunitense (Wilson, n. 1947)

## C(24)
- George Cadogan, V conte Cadogan, politico britannico (Hereford, n. 1840 - Londra, † 1915)
- George Cakobau, politico figiano (Suva, n. 1912 - † 1989)
- George Calvert, politico inglese (Richmondshire, n. 1579 - Lincoln's Inn Fields, † 1632)
- George Douglas Campbell, VIII duca di Argyll, politico scozzese (Ardencaple Castle, n. 1823 - Inveraray, † 1900)
- George Washington Campbell, politico statunitense (Tongue, n. 1769 - Nashville, † 1848)
- George Campbell, VI duca di Argyll, politico e nobile scozzese (n. 1768 - Inveraray, † 1839)
- George Canning, politico britannico (Marylebone, n. 1770 - Chiswick, † 1827)
- George Cavendish, I conte di Burlington, politico inglese (n. 1754 - Burlington House, † 1834)
- George Chichester, III marchese di Donegall, politico irlandese (Londra, n. 1797 - Brighton, † 1883)
- George Cholmondeley, I marchese di Cholmondeley, politico e nobile britannico (Hardingstone, n. 1749 - Londra, † 1827)
- George Cholmondeley, II marchese di Cholmondeley, politico e nobile britannico (Parigi, n. 1792 - Cholomondeley, † 1870)
- George Christopher, politico greco (Arcadia, n. 1907 - San Francisco, † 2000)
- George Chubb, III barone Hayter, politico inglese (n. 1911 - † 2003)
- George Clifford, III conte di Cumberland, politico e corsaro inglese (Castello di Brougham, n. 1558 - Londra, † 1605)
- George Clinton Jr., politico statunitense (New York, n. 1771 - New York, † 1809)
- George Clymer, politico statunitense (Filadelfia, n. 1739 - Trenton, † 1813)
- George Codd, politico e avvocato statunitense (Detroit, n. 1869 - Detroit, † 1927)
- George Cornewall Lewis, politico e letterato britannico (Londra, n. 1806 - Radnorshire, † 1863)
- George Bruce Cortelyou, politico statunitense (New York City, n. 1862 - Long Island, † 1940)
- George Coventry, IX conte di Coventry, politico inglese (Londra, n. 1838 - † 1930)
- George Coventry, VI conte di Coventry, politico inglese (n. 1722 - Londra, † 1809)
- George Walker Crawford, politico statunitense (Contea di Columbia, n. 1798 - Augusta, † 1872)
- George Curzon, I marchese Curzon di Kedleston, politico e nobile britannico (Kedleston Hall, n. 1859 - Londra, † 1925)
- George Cutaș, politico romeno (Bacău, n. 1968)

## D(4)
- George M. Dallas, politico e diplomatico statunitense (Filadelfia, n. 1792 - Filadelfia, † 1864)
- George Henry Dern, politico statunitense (Contea di Dodge, n. 1872 - Washington, † 1936)
- George Franklin Drew, politico statunitense (Alton, n. 1827 - Jacksonville, † 1900)
- Iain Duncan Smith, politico britannico (Edimburgo, n. 1954)

## E(1)
- George Eden, I conte di Auckland, politico inglese (Beckenham, n. 1784 - Hampshire, † 1849)

## F(3)
- George Finch-Hatton, X conte di Winchilsea, politico inglese (Kirby Hall, n. 1791 - Haverholme Priory, † 1858)
- George Forbes, politico neozelandese (Lyttelton, n. 1869 - Wellington, † 1947)
- Bill Foster, politico e fisico statunitense (Madison, n. 1955)

## G(11)
- George Gale, politico statunitense (Maryland, n. 1756 - Maryland, † 1815)
- George Galloway, politico e scrittore britannico (Dundee, n. 1954)
- George Gekas, politico statunitense (Harrisburg, n. 1930 - Harrisburg, † 2021)
- George Calvert, politico statunitense (Mount Airy, n. 1768 - Riverdale Park, † 1838)
- George R. Gilmer, politico statunitense (Lexington, n. 1790 - Lexington, † 1859)
- George Atlee Goodling, politico statunitense (Loganville, n. 1896 - York, † 1982)
- Lord George Gordon, politico inglese (n. 1751 - † 1793)
- George Gordon-Lennox, politico inglese (n. 1829 - † 1877)
- George Grenville, politico inglese (Westminster, n. 1712 - Londra, † 1770)
- George Greville, IV conte di Warwick, politico inglese (Londra, n. 1818 - Castello di Warwick, † 1893)
- George Grey, politico e esploratore britannico (Lisbona, n. 1812 - Londra, † 1898)

## H(12)
- George Habash, politico palestinese (Lidda, n. 1926 - Amman, † 2008)
- George Hamilton Gordon, IV conte di Aberdeen, politico e ambasciatore inglese (Edimburgo, n. 1784 - St. James's, † 1860)
- George Hamilton-Gordon, II barone Stanmore, politico scozzese (n. 1871 - † 1957)
- George Handley, politico e militare statunitense (Sheffield, n. 1752 - Augusta, † 1793)
- George Harpur Crewe, politico inglese (n. 1795 - † 1844)
- George Helmy, politico statunitense (Jersey City, n. 1979)
- George Hewston, politico statunitense (Filadelfia, n. 1826 - San Francisco, † 1891)
- George Hobart, III conte di Buckinghamshire, politico inglese (Londra, n. 1731 - Nocton, † 1804)
- George Hochbrueckner, politico statunitense (New York, n. 1938)
- George Holding, politico statunitense (Raleigh, n. 1968)
- George Howard, politico, diplomatico e scrittore inglese (n. 1519 - † 1580)
- George W. P. Hunt, politico statunitense (Huntsville, n. 1859 - Phoenix, † 1934)

## I(1)
- George Izard, politico e militare statunitense (Londra, n. 1776 - Little Rock, † 1828)

## J(2)
- George Whelan, politico e avvocato statunitense
- George Wallace Jones, politico e diplomatico statunitense (Vincennes, n. 1804 - Dubuque, † 1896)

## K(2)
- Mike Kelly, politico statunitense (Pittsburgh, n. 1948)
- George Kinnaird, IX Lord Kinnaird, politico scozzese (n. 1807 - † 1878)

## L(9)
- George Lansbury, politico britannico (Halesworth, n. 1859 - Londra, † 1940)
- George Latimer, politico statunitense (Mount Vernon, n. 1953)
- George Legge, III conte di Dartmouth, politico inglese (n. 1755 - † 1810)
- Mickey Leland, politico e attivista statunitense (Lubbock, n. 1944 - Gambela, † 1989)
- George Leveson-Gower, II conte di Granville, politico britannico (Londra, n. 1815 - Londra, † 1891)
- George Leveson-Gower, I duca di Sutherland, politico e diplomatico inglese (n. 1758 - Dunrobin Castle, † 1833)
- George Sutherland-Leveson-Gower, III duca di Sutherland, politico inglese (Londra, n. 1828 - Dunrobin Castle, † 1892)
- George S. Long, politico statunitense (Tunica, n. 1883 - Bethesda, † 1958)
- George Lyon, politico britannico (Rothesay, n. 1956)

## M(19)
- George Islay MacNeill Robertson, politico scozzese (Port Ellen, n. 1946)
- George Macartney, politico e diplomatico britannico (Loughguile, n. 1737 - Chiswick, † 1806)
- George Madison, politico e militare statunitense (Contea di Augusta, n. 1763 - Paris, † 1816)
- George Manners, VII conte di Rutland, politico inglese (n. 1580 - † 1641)
- George Perkins Marsh, politico e ambasciatore statunitense (Woodstock, n. 1801 - Vallombrosa, † 1882)
- George Mason, politico statunitense (Fairfax, n. 1725 - Gunston Hall, † 1792)
- George Mason-Villiers, II conte Grandison, politico britannico (n. 1751 - † 1800)
- George Mathews, politico, generale e agente segreto statunitense (Contea di Augusta, n. 1739 - Augusta, † 1812)
- George Brinton McClellan, politico e storico statunitense (Dresda, n. 1865 - Washington, D.C., † 1940)
- George Washington McCrary, politico statunitense (Evansville, n. 1835 - Saint Joseph, † 1890)
- George McDuffie, politico statunitense (Contea di McDuffie, n. 1790 - Contea di Sumter, † 1851)
- George McGovern, politico e storico statunitense (Avon, n. 1922 - Sioux Falls, † 2012)
- George von Lengerke Meyer, politico statunitense (Boston, n. 1858 - Boston, † 1918)
- George Miller, politico statunitense (Richmond, n. 1945)
- George Montagu, IV duca di Manchester, politico e diplomatico inglese (n. 1737 - † 1788)
- George Montagu, VI duca di Manchester, politico inglese (Kimbolton Castle, n. 1799 - Royal Tunbridge Wells, † 1855)
- George Montagu, I conte di Halifax, politico inglese († 1739)
- George Montagu-Dunk, II conte di Halifax, politico britannico (Dover, n. 1716 - Dover, † 1771)
- George Moscone, politico statunitense (San Francisco, n. 1929 - San Francisco, † 1978)

## N(3)
- George Naccache, politico e editore libanese (Egitto, n. 1904 - Beirut, † 1972)
- George Nethercutt, politico e avvocato statunitense (Spokane, n. 1944 - Colorado, † 2024)
- Wiley Nickel, politico statunitense (Valle di San Joaquin, n. 1975)

## O(3)
- George Opdyke, politico statunitense (Kingwood Township, n. 1805 - New York, † 1880)
- George Osborne, politico britannico (Londra, n. 1971)
- George Osborne, VI duca di Leeds, politico inglese (Londra, n. 1775 - Londra, † 1838)

## P(11)
- George Padmore, politico trinidadiano (Arouca, n. 1902 - Londra, † 1959)
- George Pardee, politico statunitense (San Francisco, n. 1857 - Oakland, † 1941)
- George Pataki, politico statunitense (Peekskill, n. 1945)
- George Wilbur Peck, politico, militare e editore statunitense (Henderson, n. 1840 - Milwaukee, † 1916)
- George Campbell Peery, politico statunitense (Cedar Bluff, n. 1873 - † 1952)
- George Percy, V duca di Northumberland, politico britannico (Londra, n. 1778 - Coventry, † 1867)
- Sonny Perdue, politico statunitense (Perry, n. 1946)
- George Clement Perkins, politico statunitense (Kennebunkport, n. 1839 - Oakland, † 1923)
- George Phipps, II marchese di Normanby, politico britannico (Londra, n. 1819 - Brighton, † 1890)
- George Tierney, politico britannico (Gibilterra, n. 1761 - Londra, † 1830)
- George Cadle Price, politico beliziano (Belize, n. 1919 - Belize, † 2011)

## R(13)
- George Ariyoshi, politico statunitense (Honolulu, n. 1926)
- George Radanovich, politico statunitense (Mariposa, n. 1955)
- George Radcliffe, politico britannico (Overthorpe, n. 1599 - Flessinga, † 1657)
- George Read, politico e avvocato statunitense (Contea di Cecil, n. 1733 - New Castle, † 1789)
- George Reid, politico britannico (Johnstone, n. 1845 - Londra, † 1918)
- George Reid, politico e giornalista scozzese (Tullibody, n. 1939)
- George Maxwell Richards, politico e ingegnere trinidadiano (San Fernando, n. 1931 - Port of Spain, † 2018)
- George Maxwell Robeson, politico statunitense (Oxford, n. 1829 - Trenton, † 1897)
- George Robinson, I marchese di Ripon, politico e diplomatico britannico (Londra, n. 1827 - Birmingham, † 1909)
- George Lincoln Rockwell, politico statunitense (Bloomington, n. 1918 - Arlington, † 1967)
- George Russell, politico e militare inglese (n. 1790 - † 1846)
- George Russell, X duca di Bedford, politico inglese (n. 1852 - Londra, † 1893)
- George Ryan, politico statunitense (Maquoketa, n. 1934 - Kankakee, † 2025)

## S(13)
- George Sabra, politico siriano (Qatana, n. 1947)
- George Henry Sanderson, politico statunitense (Boston, n. 1824 - San Francisco, † 1893)
- George Sangmeister, politico statunitense (Frankfort, n. 1931 - Joliet, † 2007)
- George Santos, politico statunitense (n. 1988)
- George Savile, I marchese di Halifax, politico e scrittore inglese (n. 1633 - † 1695)
- George Blaine Schwabe, politico e avvocato statunitense (Arthur, n. 1886 - Alexandria, † 1954)
- George Shultz, politico e economista statunitense (New York, n. 1920 - Stanford, † 2021)
- George William Smith, politico statunitense (Bathurst, n. 1762 - Richmond, † 1811)
- George T. Smith, politico statunitense (Contea di Mitchell, n. 1916 - Marietta, † 2010)
- George Somerset, III barone Raglan, politico inglese (n. 1857 - † 1921)
- George Speight, politico figiano (Naivicula, n. 1957)
- George Strauss, politico britannico (Londra, n. 1901 - Londra, † 1993)
- George Sutherland-Leveson-Gower, V duca di Sutherland, politico inglese (Cliveden, n. 1888 - Dunrobin Castle, † 1963)

## T(5)
- George Talbot, VI conte di Shrewsbury, politico inglese (n. 1528 - † 1590)
- George Theunis, politico belga (Montegnée, n. 1873 - Bruxelles, † 1966)
- George W. Towns, politico statunitense (Contea di Wilkes, n. 1801 - Macon, † 1854)
- George M. Troup, politico statunitense (McIntosh Bluff, n. 1780 - Contea di Montgomery, † 1856)
- George Tucker, politico e storico statunitense (Bermuda, n. 1775 - Virginia, † 1861)

## V(6)
- George William Vella, politico e medico maltese (Żejtun, n. 1942)
- George Graham Vest, politico e avvocato statunitense (Frankfort, n. 1830 - Sweet Springs, † 1904)
- George Villiers, IV conte di Clarendon, politico britannico (Londra, n. 1800 - Londra, † 1870)
- George Villiers, VI conte di Clarendon, politico britannico (Londra, n. 1877 - † 1955)
- George Villiers, politico inglese (n. 1759 - † 1827)
- George Voinovich, politico statunitense (Cleveland, n. 1936 - Cleveland, † 2016)

## W(9)
- George Wallace, politico statunitense (Clio, n. 1919 - Montgomery, † 1998)
- George Walton, politico statunitense (Contea di Cumberland, n. 1749 - Augusta, † 1804)
- George Washington, politico e generale statunitense (Bridges Creek, n. 1732 - Mount Vernon, † 1799)
- George Weah, politico e ex calciatore liberiano (Monrovia, n. 1966)
- George T. Whitesides, politico e imprenditore statunitense (Massachusetts, n. 1974)
- George Woodward Wickersham, politico statunitense (Pittsburgh, n. 1858 - New York, † 1936)
- George Henry Williams, politico statunitense (New Lebanon, n. 1823 - Portland, † 1910)
- George Washington Williams, politico, giornalista e avvocato statunitense (Bedford, n. 1849 - Blackpool, † 1891)
- George Wyndham, politico e critico letterario inglese (n. 1863 - Parigi, † 1913)

## Y(2)
- George Yonge, V baronetto, politico e nobile britannico (Colyton, n. 1731 - Hampton Court, † 1833)
- George Younger, IV visconte Younger di Leckie, politico e banchiere scozzese (Stirling, n. 1931 - Gargunnock, † 2003)

## Ș(1)
- George Șerban, politico e giornalista rumeno (Buzău, n. 1954 - Timișoara, † 1999)